# Homalomitra antiqua
Homalomitra antiqua är en tvåvingeart som beskrevs av Rohacek och Marshall 1998. Homalomitra antiqua ingår i släktet Homalomitra och familjen hoppflugor. Inga underarter finns listade i Catalogue of Life.